# John James Rickard Macleod
John James Rickard Macleod (født 6. september 1876 i Clunie i Perthshire, død 16. marts 1935 i Aberdeen) var en skotsk fysiolog. I 1923 modtog han Nobelprisen i fysiologi eller medicin for opdagelsen af insulin.
Macleod blev 1899 demonstrator i fysiologi ved London hospital, 1903 professor i Cleveland, Ohio, 1918 i Toronto samt fra 1928 i Aberdeen. Han bedrev undersøgelser angående kulhydratomsætningen, angående åndingscentrum, dykkersyge med mere men er mest kendt for de arbejder, hvori han befordrede Frederick G. Bantings opdagelse af insulinet, for hvilke han sammen med denne modtog nobelprisen i fysik og medicin 1923. 

## Forfatterskab
Blandt Macleods skrifter bemærkes:
Diabetes, its pathological physiology (1913),
Physiology an biochemistyr in modern medicine (1916, 6. udgave 1930),
Insulin (1925, sammen med W. R. Campbell) og
Carbo-hydrate metabolism and insulin (1926).